# مهرآباد (خوانسار)
مهرآباد روستایی از توابع دهستان کوهسار در بخش مرکزی شهرستان خوانسار استان اصفهان ایران است.
روستای مهرآباد در ۲۵ کیلومتری شرق خوانسار با مختصات جغرافیایی طول شرقی ۵۰ درجه و ۲۷ دقیقه و ۵۴ ثانیه طول شرقی و ۳۳ درجه و ۱۴ دقیقه و ۴۲ ثانیه عرض شمالی در ارتفاع ۲۱۷۹ متر از سطح دریا قرار دارد.
براساس آمار سرشماری سال ۱۳۸۵ جمعیت این روستا ۱۱۹نفر (۴۳خانوار) می‌باشد.